# Фёкьер, Манасес
Манасес де-Па, маркиз де Фёкьер (фр. Manassès de Pas, marquis de Feuquières; 1 июня 1590 — 13 марта 1640) — французский генерал времён Людовика XIII, дед Антуана Фёкьера.

## Биография
14-ти лет от роду поступил на военную службу и вскоре стал капитаном. В чине генерал-майора (maréchal de camp) участвовал в 8 походах и (уже генерал-лейтенантом) значительно содействовал взятию Ла-Рошели.
Назначенный посланником в Германию, после гибели шведского короля Густава Адольфа под Лютценом вступил в переговоры с А. Валленштейном.
В 1631 году назначен губернатором Меца и Туля, а в 1636 году — Вердена.
Во время Тридцатилетней войны в кампании 1637 года командовал, вместе с герцогом Бернхардом Веймарским, корпусом германских войск. 7 июля 1639 года, осаждая Тионвиль, был атакован 14-ю тысячами имперцев под начальством О. Пикколомини, несколько раз опрокинул неприятеля, но должен был уступить его численному превосходству и, тяжело раненый, попал в плен, в котором через 8 месяцев умер.